# Signe Augusta Lindeman
Signe Augusta Lindeman, (Blommenholm (Noruega), 2 de juliol, 1895 - Oslo, 27 de desembre, 1974), fou una organista noruega pertanyent a la Lindeman (nissaga de músics).

## Biografia
Signe Lindeman era filla dels compositors Anna Severine Lindeman i Peter Brynie Lindeman. La família Lindeman estava formada per diverses generacions de compositors i músics noruecs significatius, i Signe va aprendre a tocar el piano quan tenia sis anys.

## Educació
Signe Lindeman es va graduar com a organista al Conservatori de Música d'Oslo el 1917. Al mateix temps que era estudiant del conservatori, hi va treballar com a ajudant d'oficina i va ensenyar el piano a estudiants particulars. El 1921-1923 va estar a Alemanya per estudiar amb l'organista Karl Straube al conservatori de Leipzig.

## Obra musical
El 1923, Lindeman va debutar com a organista de concert a l'Església del nostre Salvador, i va ser la primera dona noruega a fer-ho. Fins a principis de la dècada de 1930, va fer diversos concerts d'orgue, on va tocar tant obres d'auto-composició, obres de membres de la família, com obres de J.S. Bach, Josef Rheinberger i Felix Mendelssohn.
Lindeman va compondre obres orquestrals, música de cambra, obres d'orgue, romanços i peces per a piano, així com diverses peces per a ús docent.
Com a mare de dos fills, va optar més enllà dels anys 30 per prioritzar l'ensenyament i les tasques permanents com a organista de l'església per garantir uns ingressos estables. Durant la seva carrera, va ser organista habitual a la parròquia de Lilleborg, a l'església de Kampen i a l'església de la Ciutat Vella. Va ensenyar al Conservatori de Música d'Oslo fins al 1963.

## Obres publicades
- Aventura, op. 2, 5 peces per a piano petites de Signe Lindeman (1926)
- Passacaglia i fuga (1927)
- Four Blix-Collector, cançó amb orgue o piano (1927)
- Matí de Pasqua (1929)
- Dues imatges d'estat d'ànim, op. 5 El diumenge al vespre a la muntanya i Les campanes de l'església de Gunnarskogen (1929)
- Estudis per a orgues i pianistes. Llibre de text per a principiants (1938)
- Petites peces instructives per a piano: Una visita al país (1943)

## Altres
- El 2011, l'organista Bjørn Andor Drage va gravar diverses de les composicions de Lindeman a l'àlbum Norwegian Romances.[3]